# Anthurium cordulatum
Anthurium cordulatum är en kallaväxtart som beskrevs av Luis Aloysius, Luigi Sodiro. Anthurium cordulatum ingår i släktet Anthurium och familjen kallaväxter. Inga underarter finns listade.